# موسوملی
موسوملی (به ایتالیایی: Mussomeli) یک کومونه در ایتالیا است که در استان کالتانیستا واقع شده‌است.

## خصوصیات
موسوملی ۱۶۱ کیلومترمربع مساحت و ۱۱٬۳۵۴ نفر جمعیت دارد و ۶۵۰ متر بالاتر از سطح دریا واقع شده‌است.